# 文明堂東京
株式会社文明堂東京（ぶんめいどうとうきょう）は、東京都新宿区に本社を置く菓子製造業者。

## 沿革
- 2010年（平成22年）10月1日 - 文明堂新宿店と文明堂日本橋店が合併し株式会社文明堂東京設立。大野進司が社長に就任。
- 2014年（平成26年） - 文明堂東京と文明堂銀座店が経営統合。
- 2020年（令和2年）8月1日 - 大野進司を宮﨑進司に改姓。

## 事業所
- 本社 - 東京都新宿区新宿1丁目17-11 BN御苑ビル
- 日本橋本店 - 東京都中央区日本橋室町1丁目13-7
- 新宿本店 - 東京都新宿区新宿1丁目19-4
- 銀座五丁目店 - 東京都中央区銀座5丁目7-10 中村積善会ビル EXITMELSA 1F
- 浦和工場 - 埼玉県さいたま市桜区在家182
- 村山工場 - 東京都武蔵村山市伊奈平2-19-1
- 西日本支社 - 愛知県北名古屋市山之腰天神東165

## グループ会社
- 文明堂食品工業株式会社
- 株式会社文明堂壹番舘
- 株式会社菓房むさし野

### 過去のグループ会社
- 文明堂物流サービス株式会社
- 株式会社文明堂コンフェクト

## 商品
- カステラ
  - カステラ
  - おやつカステラ
  - 希翔
  - 特撰五三カステラ
  - 天下文明カステラ
- 和菓子
  - カステラ巻
  - 三笠山
  - 月三笠
  - ふみ巻
  - 饅菓
  - 一口羊羹
  - ドラえもんどら焼き
- 洋菓子
  - 天下文明バームクーヘン
  - 天下文明フルーツケーキ
  - バームクーヘン
  - ブッセ
  - 銀座プリン
  - 東京まるてぃーら

## テレビ番組
- 日経スペシャル カンブリア宮殿 3時のおやつはカステラだけじゃない！ 老舗・文明堂 お婿さん社長の奮闘記（2021年1月21日、テレビ東京）- 文明堂東京 社長 宮﨑進司氏出演[1]。